# Polish Archives of Internal Medicine
Polish Archives of Internal Medicine (Polskie Archiwum Medycyny Wewnętrznej) – oficjalne czasopismo Towarzystwa Internistów Polskich oraz najstarsze polskie czasopismo zamieszczające oryginalne prace naukowe, mające znaczenie dla praktyki klinicznej z zakresu chorób wewnętrznych. Wszystkie prace publikowane w czasopiśmie poddawane są recenzjom specjalistów. Od 2007 r. wydawcą miesięcznika jest wydawnictwo Medycyna Praktyczna. Od 2008 r. redaktor naczelną czasopisma jest prof. dr. hab. med. Anetta Undas. W skład rady naukowej czasopisma wchodzą samodzielni pracownicy naukowi z tytułem profesora lub doktora habilitowanego, z Polski oraz z zagranicy.
W ciągu roku ukazuje się 11 numerów czasopisma, w tym jeden łączony: 7-8.

## Redaktorzy naczelni[8]
- 1923–1925 prof. Władysław Antoni Gluziński
- 1926–1928 prof. Władysław Janowski
- 1929–1949 prof. Witold Eugeniusz Orłowski
- 1949–1963 prof. Andrzej Biernacki
- 1963–1995 prof. Tadeusz Orłowski
- 1995–2008 prof. Artur Czyżyk
- od 2008 prof. Anetta Undas

## Indeksacja
- Chemical Abstracts Service (CAS)
- Crossref
- Database of Abstracts of Reviews of Effects (DARE)
- EBSCO
- EMBASE
- GENAMICS
- Geneva Foundation Free Medical Journals
- ICI Journals Master List
- J-Gate
- Master Journal List
- MNiSW
- National Library of Medicine
- Polish Medical Library (GBL)
- PubMed/MEDLINE
- Science Citation Index Expanded (SCI-Ex)
- SciFinder
- Scopus
- Web of Science Core Collection

### Punktacja
- wskaźnik cytowań (Impact Factor): 4,7[9]
- wskaźnik Index Copernicus: 188,00[10]
- punktacja MNiSW: 200 punktów[11]
- kwartyl: Q1[12]